# Aminobacterium colombiense
Aminobacterium colombiense é uma bactéria Gram-negativa, mesofílica, estritamente anaeróbica e não formadora de esporos do gênero Aminobacterium, que foi isolada da lagoa anaeróbia de uma planta de tratamento de águas residuais de laticínios na Colômbia.